# Przewodnik elektryczny

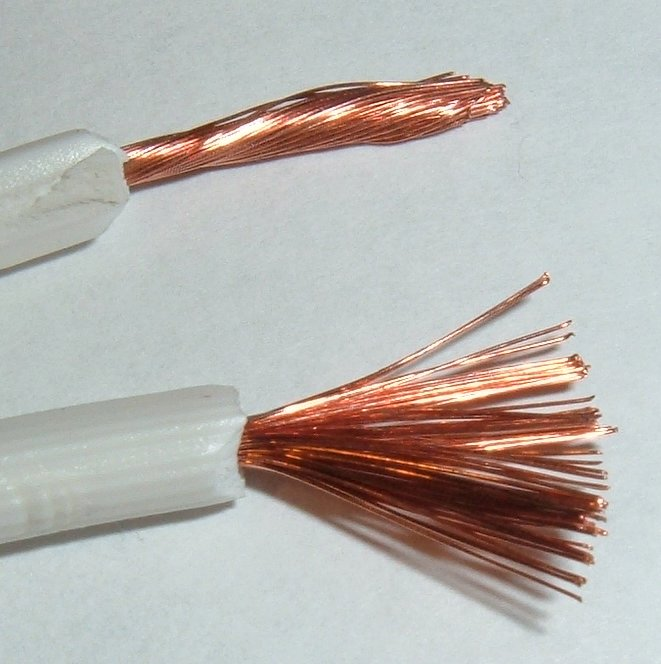
Przewody miedziane

Przewodnik elektryczny – substancja, która dobrze przewodzi prąd elektryczny, a przewodzenie prądu ma charakter elektronowy (przewodnik metaliczny). Atomy przewodnika tworzą wiązania, w których elektrony walencyjne (jeden lub więcej) pozostają swobodne (nie związane z żadnym z atomów), tworząc w ten sposób tzw. gaz elektronowy (zob. też wiązanie metaliczne). W przypadku, gdy nośnikami ładunków są jony, mówi się o przewodnikach jonowych lub przewodnikach elektrolitycznych.
Przewodniki znajdują szerokie zastosowanie do wykonywania elementów urządzeń elektrycznych.
Do najpopularniejszych przewodników należą (uporządkowane według wzrostu przewodności właściwej):
- woda – formalnie nie spełnia podanej definicji przewodnika; może zachowywać się jak izolator lub – w zależności od zawartości elektrolitów – jak słaby lub dobry przewodnik (przewodnik elektrolityczny, przewodnik jonowy); najmniejsze jest przewodnictwo wody dejonizowanej, większe – pitnej, a jeszcze większe – wody morskiej[a].
- grafit – miękki, średnio dobry jako przewodnik, stosowany wszędzie tam, gdzie trzeba doprowadzić napięcie do części wirujących (szczotki)
- żelazo – tańsze od aluminium, ale ma gorsze własności elektryczne, stosunkowo kruche i nieodporne na korozję, obecnie niestosowane
- stal – własności podobne do żelaza, stosowana w elementach przewodzących aparatów elektrycznych, wymagające równocześnie większej wytrzymałości mechanicznej
- aluminium – dobry przewodnik, lekkie, plastyczne, ma korzystny stosunek przewodnictwa do ceny materiału oraz masy przewodu, powszechnie stosowane na przewody w napowietrznych liniach elektroenergetycznych
- złoto – własności elektryczne dobre, duża odporność na korozję, ale cena warunkuje stosowanie jedynie do układów mikroprocesorowych oraz na powierzchni styków
- miedź – droższa od aluminium, ale bardzo dobra jako przewodnik, odporna na przełamanie, łatwa w lutowaniu, odporna cieplnie; stosowana w instalacjach elektrycznych oraz w urządzeniach elektrycznych i stykach
- srebro – najmniejszy opór elektryczny, droższe od miedzi i aluminium, technicznie czyste lub w postaci stopów stosowane powszechnie w stykach elektrycznych w łącznikach